# Política de Chile

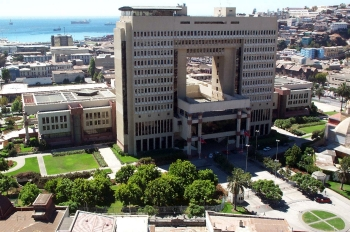
Edificio del Congreso Nacional de Chile en Valparaíso.

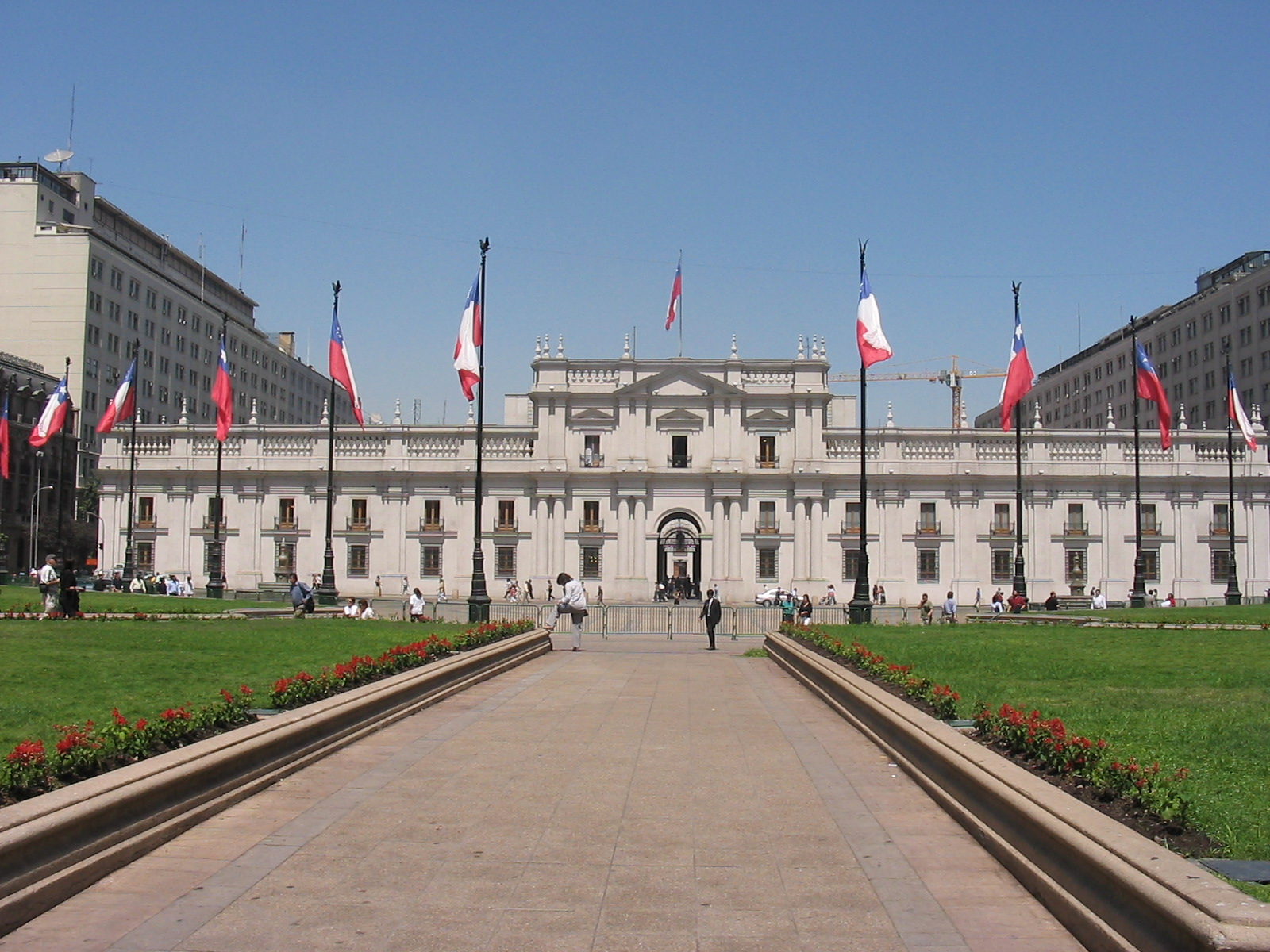
Palacio de La Moneda, sede de la presidencia de la República.

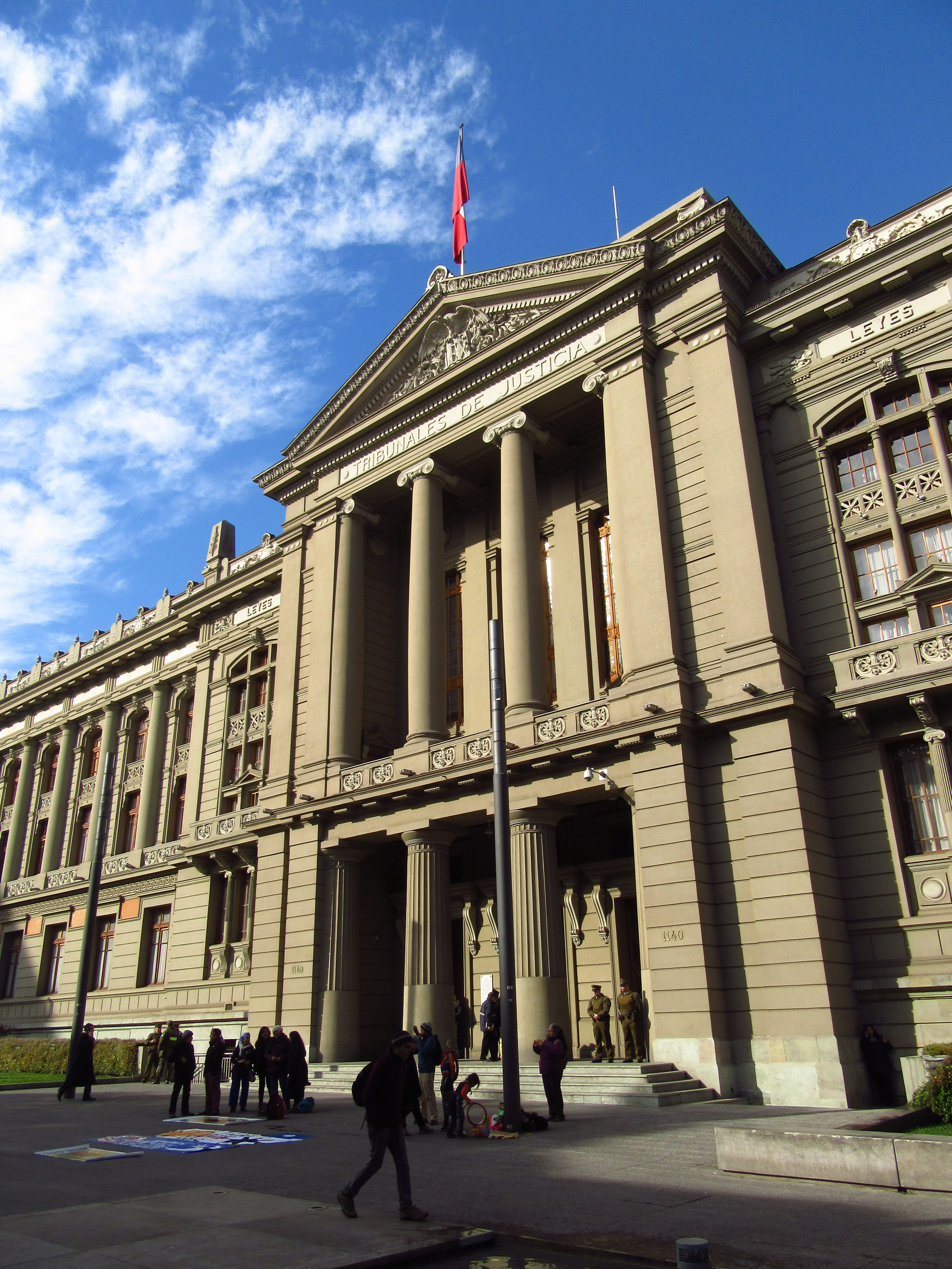
Palacio de los Tribunales de Justicia de Santiago, sede de la Corte Suprema.

Como lo consagra la Constitución Política de 1980, Chile es un país unitario, con un territorio dividido en regiones. La soberanía radica esencialmente en la nación, que la ejerce a través de la elección de sus representantes por medio del sufragio o tomando decisiones particulares a través del plebiscito (plebiscito se le dice en griego a la petición de algo a través de la plebe) 
El sistema político chileno es la república democrática. Pese a existir una división clásica de los poderes, los politólogos concuerdan en que la Constitución de 1980 define otros poderes o funciones, como las del Tribunal Constitucional, el Banco Central, el Consejo de Seguridad Nacional y otros órganos.
Consecuentemente, en esta autoridad se han concentrado amplias facultades, entre las que se cuentan: la iniciativa exclusiva en diversas materias de ley, la imposición de estados de excepción constitucional, la posibilidad de dictar Decretos con Fuerza de Ley (previa ley delegatoria de facultades por parte del Congreso), la convocación a plebiscitos y, naturalmente, el nombramiento de los ministros de Estado, y un cuerpo importante de funcionarios que colaboran con él en la administración del Estado, entre otras.
De acuerdo al estudio anual de «libertad en el mundo» elaborado por la Freedom House, Chile ha sido catalogado como un «país libre» desde el retorno a la democracia a partir de 1990.

## Institucionalidad
- Jefatura del Estado: En Chile, el presidente —como jefe de Estado— encabeza las Fuerzas Armadas en caso de guerra.[2] También nombra a los ministros de la Corte Suprema, previa aprobación del Senado,[3] además de poseer otras facultades propias de la jefatura estatal como la aplicación de estados de excepción.[4]
- Jefatura de Gobierno: el presidente de la República es el jefe de gobierno, correspondiéndole el gobierno y la administración del Estado.[5] Cuenta con la colaboración directa e inmediata de los ministros de Estado.[6] Territorialmente el Gobierno se desconcentra con delegados presidenciales en las regiones y en las provincias, ambos, designados por el presidente.[7] Los ministerios de Estado están desconcentrados territorialmente mediante Secretarías Regionales Ministeriales.
- Poder Legislativo: corresponde al Congreso Nacional (de tipo bicameral, compuesto por un Senado y una Cámara de Diputados)[8] y al presidente de la República, actuando como colegisladores,[9] quienes son los encargados de elaborar las leyes. Una ley orgánica constitucional regula la tramitación interna o formación de la ley.
- Poder Judicial: corresponde al Poder Judicial, es decir, a todos los tribunales de la República, ordinarios o especiales, bajo la supervigilancia de la Corte Suprema. El artículo 82 de la Constitución Política de Chile señala que la Corte Suprema tiene la «superintendencia directiva, correccional y económica» con respecto a los demás tribunales, y se exceptúan de esta normativa el Tribunal Constitucional, el Tribunal Calificador de Elecciones, y los tribunales electorales regionales. Los tribunales están encargados de conocer, juzgar y ejecutar todas aquellas causas que la Constitución y las leyes han puesto en la esfera de sus atribuciones.

## Sistema electoral
Tienen derecho a voto todos los ciudadanos, es decir, personas de nacionalidad chilena que hayan cumplido los 18 años de edad y que no hayan sido condenados a pena aflictiva. Asimismo, todos los extranjeros avecindados por más de cinco años en el territorio nacional, se encuentran habilitados para ser incorporados al Registro Electoral una vez transcurrido dicho periodo, sin necesidad de obtener la naturalización para ello. El Servicio Electoral de Chile es el organismo público encargado de todo lo referente a los procesos electorales y plebiscitarios, además del registro de partidos políticos, siendo la máxima autoridad de la República en materia electoral.
Son cargos de elección popular el de Presidente de la República, senadores, diputados, gobernadores y consejeros regionales, alcaldes y concejales municipales.